# 小米平板6
小米平板6(英语：Xiaomi Pad 6)是小米集团于北京时间2023年4月18日晚在北京发布的平板电脑系列，包括小米平板6及小米平板6 Pro两款平板电脑产品。这是小米自2021年重启平板电脑产品线之后，对这一产品线的首次迭代。后续，小米集团又于2023年8月14日和2024年2月22日发布了小米平板6系列的大屏版本小米平板6 Max（14英寸）以及小米平板6S Pro（12.4英寸），至此该系列已有4款平板电脑被推出。
小米平板6系列维持了小米平板5系列的产品布局及设计思路，在标准版上沿用了前代的高配版本所采用的骁龙870处理器，在高配版及大屏版本上则采用了曾在小米12S系列以及Redmi K60上采用的骁龙8+（第一代）处理器，而在次年推出的小米平板6S Pro上，小米则采用了曾在小米13系列上搭载的骁龙8（第二代）处理器。
与小米平板6系列一同发布的，还有新一代的小米灵感触控笔以及以及触控键盘。

## 外观
相较于小米平板5系列上采用的铝合金边框以及亚克力塑料背板的外观设计，小米平板6系列则采用了与小米平板5 Pro的12.4英寸版本相同的一体式铝合金切削背板设计。背部摄像头依旧布置于左上角，摄像头装饰板采用与小米13相同的黑色正方形盖板。装饰板中央纵向以及左侧水平向分别布置一条装饰线，将装饰板分割为三个区域，其中左上角布置主摄，左下角布置景深镜头（标准版在此处为装饰假镜头），右上角为像素标识字样，右下角则为补光灯、环境光传感器以及降噪麦克风。平板背部左下角布置有Xiaomi字样logo，呈纵向排布，Xiaomi字样下方布置键盘连接三枚键盘连接触点。而在后续推出的小米平板6S Pro上，小米则将其摄像头装饰盖板改为与小米14相似的样式，其余在外观方面大体保持不变。
小米平板6及6 Pro的正面为一块11英寸的无挖孔显示屏，仅将前置摄像头的布置位置由短边中心移至长边中心，其他设计语言与小米平板5系列相同。电源键依旧位于短边顶部右上角，音量键依旧位于长边靠电源键一侧上角，供触控笔放置及充电的磁吸模块稍作右移，而小米平板5系列的麦克风阵列在小米平板6系列上亦有保留。小米平板6 Max及小米平板6S Pro则分别采用了一块16:10比例14英寸的显示屏以及一块3:2比例12.4英寸的显示屏，电源键、音量调整键的位置与前两者保持一致。

## 硬件

### 屏幕
小米平板6及6 Pro的屏幕依旧采用11英寸、16:10比例的LCD屏幕，但将分辨率由2560*1600提高至2880*1800，同时将屏幕刷新率由前代的120Hz升级至144Hz；小米平板6 Max的分辨率同为2880*1800，但屏幕尺寸增大至14英寸；而在次年推出的小米平板6S Pro上，小米则为其配备了一块12.4英寸3048*2032分辨率的LCD屏幕，屏幕比例也改为更适合文本阅读的3:2比例。
在小米平板6系列上，小米不再使用京东方为其供应的屏幕，全部小米平板6系列采用华星光电及天马微电子两家供应商的LCD面板。

### 处理器及存储
小米平板6采用美国高通公司研发、台积电生产的高通骁龙870处理器，沿用了小米平板5 Pro、小米平板5 Pro 12.4的硬件规格；小米平板6 Pro及小米平板6 Max采用美国高通公司研发、台积电生产的高通骁龙8+（第一代）处理器；次年推出的小米平板6S Pro则采用了高通骁龙8（第二代）处理器。
除次年发布的小米平板6S Pro之外，小米平板6系列均采用LPDDR5规格的RAM以及UFS3.1规格的ROM，其中小米平板6支持6GB及8GB两种RAM容量，128GB及256GB两种ROM容量可选；小米平板6 Pro则支持8GB及12GB两种RAM容量，128GB、256GB及512GB三种ROM容量可选。小米平板6S Pro的存储规格则升级为LPDDR5X以及UFS4.0，支持8GB、12GB以及16GB三种RAM容量以及256GB、512GB、1TB三种ROM容量可选。

### 影像
小米平板6采用了一枚800万像素的前置镜头以及一枚1300万像素的后置镜头，前置支持拍摄800万像素的照片以及30帧的720P或1080P视频，后置支持拍摄1300万像素的照片以及30帧的4K视频或60帧的1080P视频。
小米平板6 Pro及小米平板6 Max采用了一枚2000万像素的前置镜头，一枚5000万像素的后置主镜头以及一枚200万像素的后置景深镜头。前置支持拍摄最高2000万像素的照片以及最高60帧的1080P视频，后置支持拍摄最高5000万像素的照片以及最高60帧的4K及1080P视频。
小米平板6S Pro在小米平板6 Pro的基础上，将前置镜头由2000万像素提高至3200万像素，前置支持拍摄最高3200万像素的照片以及最高30帧的1080P、720P视频，后置支持拍摄最高5000万像素的照片以及最高60帧的4K及1080P视频。

### 数据连接
小米平板6全系均支持USB3.2 Gen1协议的USB设备，wifi协议则均支持802.11a/b/g以及wifi4、5、6，小米平板6 Pro还增加了对wifi6增强版的支持。
小米平板6全系均支持模拟音频转接器（3.5mm音频转接插头）以及数字音频设备，但小米平板6全系均不设置耳机插口。
相比于前代机种小米平板5，小米平板6全系均不支持GPS定位。

### 技术规格
| 参数及功能项\机型    | 参数及功能项\机型    | 小米平板6 | 小米平板6 Pro                                                                                                  | 小米平板6 Max                                                                               | 小米平板6S Pro                                                                              |
| -------------------- | -------------------- | --- | --- | ------------------------------------------------------------------------------------------- | ------------------------------------------------------------------------------------------- |
| 代号                 | 代号                 | pipa | liuqin | yudi                                                                                        | sheng                                                                                       |
| 尺寸（长/宽/厚，mm） | 尺寸（长/宽/厚，mm） | 253.95×165.18×6.51                                                                                             | 253.95×165.18×6.51                                                                                             | 318.58×206.1×6.53                                                                           | 278.70×191.58×6.26                                                                          |
| 重量（g）            | 重量（g）            | 490 | 490 | 750                                                                                         | 590                                                                                         |
| 屏幕                 | 屏幕                 | 11英寸 16:10比例 2880×1800 华星光电/天马微电子LCD屏幕 144hz刷新率 支持240Hz的触控笔采样率以及144Hz的手指采样率 | 11英寸 16:10比例 2880×1800 华星光电/天马微电子LCD屏幕 144hz刷新率 支持240Hz的触控笔采样率以及144Hz的手指采样率 | 14英寸 16:10比例 2880×1800 LCD屏幕 120hz刷新率 支持240Hz的触控笔采样率以及120Hz的手指采样率 | 12.4英寸 3:2比例 3048×2032 LCD屏幕 144hz刷新率 支持240Hz的触控笔采样率以及144Hz的手指采样率 |
| 前置摄像头           | 前置摄像头           | 800万像素（豪微电子OV8856） 长边边框内居中布置                                                                 | 2000万像素（索尼IMX596） 长边边框内居中布置                                                                    | 2000万像素（索尼IMX596） 长边边框内居中布置                                                 | 3200万像素（豪微电子OV32D） 长边边框内居中布置                                              |
| 后置摄像模组         | 主摄                 | 1300万像素（豪微电子OV13B10）                                                                                  | 5000万像素（三星S5KJN1）                                                                                       | 5000万像素（三星S5KJN1）                                                                    | 5000万像素（三星S5KJN1）                                                                    |
| 后置摄像模组         | 景深                 | -- | 200万像素 (思特威SC202SC)                                                                                      | 200万像素 (思特威SC202SC)                                                                   | 200万像素 (思特威SC202SC)                                                                   |
| 芯片平台             | 芯片平台             | 高通骁龙870 （SM8250-AC）                                                                                      | 高通骁龙8+ Gen1 （SM8475）                                                                                     | 高通骁龙8+ Gen1 （SM8475）                                                                  | 高通骁龙8 Gen 2 （SM8550-AB）                                                               |
| 支持网络             | 支持网络             | -- | -- | --                                                                                          | --                                                                                          |
| 运行内存（RAM）      | 运行内存（RAM）      | 6/8GB LPDDR5 3200MHz                                                                                           | 8/12/16GB LPDDR5 3200MHz                                                                                       | 8/12/16GB LPDDR5 3200MHz                                                                    | 8/12/16GB LPDDR5X 4266MHz                                                                   |
| 闪存存储（ROM）      | 闪存存储（ROM）      | 128GB/256GB UFS3.1                                                                                             | 256GB/512GB/1TB UFS 3.1                                                                                        | 256GB/512GB/1TB UFS 3.1                                                                     | 256GB/512GB/1TB UFS4.0                                                                      |
| 记忆卡扩展           | 记忆卡扩展           | 不支持 | 不支持 | 不支持                                                                                      | 不支持                                                                                      |
| 充电功率             | 充电功率             | 支持Mi Turbo Charge协议的33W充电                                                                               | 支持Mi Turbo Charge协议的67W充电                                                                               | 支持Mi Turbo Charge协议的67W充电                                                            | 支持Mi Turbo Charge协议的120W充电                                                           |
| 电池容量（mAh）      | 电池容量（mAh）      | 8840 | 8600 | 10000                                                                                       | 10000                                                                                       |
| 声响                 | 声响                 | 立体声四扬声器                                                                                                 | 立体声四扬声器                                                                                                 | 立体声八扬声器                                                                              | 立体声六扬声器                                                                              |
| 数据传输             | 蓝牙                 | 蓝牙5.2 | 蓝牙5.3 | 蓝牙5.3                                                                                     | 蓝牙5.3                                                                                     |
| 数据传输             | 无线网络             | Wi-Fi 802.11a/b/g/n/ac/ax（2.4和5GHz）                                                                         | Wi-Fi 802.11a/b/g/n/ac/ax（2.4和5GHz）                                                                         | Wi-Fi 802.11a/b/g/n/ac/ax（2.4和5GHz）                                                      | Wi-Fi 802.11a/b/g/n/ac/ax（2.4和5GHz）                                                      |
| 数据传输             | 数据接口             | USB Type-C （USB3.2 Gen1） 支持USB Type-C标准输出输入接口的模拟/数字音频设备                                   | USB Type-C （USB3.2 Gen1） 支持USB Type-C标准输出输入接口的模拟/数字音频设备                                   | USB Type-C （USB3.2 Gen1） 支持USB Type-C标准输出输入接口的模拟/数字音频设备                | USB Type-C （USB3.2 Gen1） 支持USB Type-C标准输出输入接口的模拟/数字音频设备                |
| 安全识别方式         | 安全识别方式         | 2D人脸识别 | 2D人脸识别+电源键指纹识别                                                                                      | 2D人脸识别+电源键指纹识别                                                                   | 2D人脸识别+电源键指纹识别                                                                   |
| 机身材质             | 机身材质             | 一体式铝合金切削背板                                                                                           | 一体式铝合金切削背板                                                                                           | 一体式铝合金切削背板                                                                        | 一体式铝合金切削背板                                                                        |

## 软件
小米平板6、小米平板6 Pro及小米平板6 Max均搭载基于Android 13的MIUI Pad 14操作系统，支持桌面小组件、自由小窗、同屏多应用、新版控制中心等特性。
小米平板6S Pro则预装了小米澎湃OS 1.0，其基于Android 14及小米参与开发的NuttX内核研发，支持Android应用及得到PC框架支持的Linux转制应用。